# Albany, Louisiana
Albany är en kommun (town) i Livingston Parish i Louisiana. Vid 2010 års folkräkning hade Albany 1 088 invånare.